# Реакція Сторка
Реакція Сторка (англ. Stork reaction) — алкілювання та ацилювання в α-положення карбонільних сполук через проміжне утворення енамінів.
–C(=O)–CH2– + HN< ⎯→ –C(–N<)=CH– →— RX→ –C(–N<)=CR– — H2O→ –C(=О)–CHR–
(R = Alk, Ac; X = Hlg, TsO).